# 새 순교자
새 순교자(그리스어: Νεομάρτυρας)의 칭호는 로마 제국의 박해의 옛 순교자들에서 더 최근의 순교자들과 고백자들을 구별하기 위해 기독교의 일부 종파에서 부여된다. 원래 그리고 전형적으로, 이 칭호는 이슬람의 박해의 희생자들을 가리킨다.
"새 순교자"라는 용어를 사용한 가장 이른 문헌은 700년경에 안식한 시나이의 아나스타시오스의 "이야기들"이다. 그 칭호는 다음 300년 동안 우마이야와 압바스의 박해의 희생자들을 지칭하기 위해 계속 사용되었다. 이는 주로 그리스 문헌에서 사용되었지만, 이따금 아랍, 조지아, 시리아의 문헌에서 발견된다. 11세기와 14세기 사이, 동로마-셀주크 전쟁 또한 다수의 새 순교자들을 만들어 냈다.
그리스 정교회는 전통적으로 이슬람으로의 강제 개종을 피하기 위해 오스만의 그리스 통치 동안 고문을 받고 처형된 사람들에게 이 칭호를 준다. 이 의미는 매우 지배적인 것이기 때문에, 오스만 이전의 용어 사용은 학계에서 거의 무시되어 왔다. 19세기 오스만 제국 내의 종파 갈등과 동유럽의 공산주의자들의 박해도 새 순교자로 간주되는 성인들을 만들어 냈다.

## 같이 보기
- 제2차 세계 대전의 여파
- 사제순교자

## 추가 읽기
- Blackwell Dictionary of Eastern Christianity, 341-43
- Sahner, Christian C. Christian Martyrs under Islam Religious Violence and the Making of the Muslim World. Princeton University Press, 2018.
- Vaporis, Rev. Nomikos Michael.  Witnesses for Christ: Orthodox Christian Neomartyrs of the Ottoman Period 1437-1860